# Dolls Apartment
A Dolls Apartment (ドールズ・アパートメント) a Dolls Boxx japán rockegyüttes bemutatkozó nagylemeze. 2012. december 12-én jelent meg a King Records kiadónál, producerei Abo „Suginho” Isszei, Cunoda Takanori és az együttes tagjai voltak. Az album az ötvenhatodik helyezést érte el az Oricon heti eladási listáján, amelyen két hetet töltött el. A lemezből összesen 3162 példány kelt el a szigetországban.

## Számlista
Az összes dalszöveg szerzője Fuki, az összes szám szerzője a Gacharic Spin együttes (kivéve ahol más van jelölve).
| 1.    | Loud Twin Stars                                                                       | 4:15 |
| 2.    | Merrily High Go Round                                                                 | 4:02 |
| 3.    | Take My Chance                                                                        | 4:45 |
| 4.    | Monopoly                                                                              | 4:11 |
| 5.    | Role-playing Life (ロールプレイング･ライフ)                                           | 4:08 |
| 6.    | Fragrance                                                                             | 5:10 |
| 7.    | Karakuri Town                                                                         | 4:04 |
| 8.    | Omocsa no heitai (おもちゃの兵隊) (Fuki, Abo Isszei)                                  | 3:09 |
| 9.    | Doll’s Box                                                                            | 4:50 |
| 10.   | Nudyrhythm ($ Version) (ヌーディリズム ($ヴァージョン)) (Gacharic Spin önfeldolgozás) | 4:13 |
| 42:52 |                                                                                       |      |

| 1. | Merrily High Go Round (videóklip) |  |
| 2. | Omocsa no heitai (videóklip)      |  |
| 3. | Making video (メイキング映像)     |  |

## Közreműködők
| Dolls Boxx - Fuki – vokál - F Chopper Koga – basszusgitár - Tomo-zo – gitár - Hana – dob, vokál - Oreo Reona – billentyűsök | Produkció - Gacharic Spin – producer - Abo „Suginho” Isszei – producer - Cunoda Takanori – producer |